# Prunus arborea
Prunus arborea es una especie de planta  perteneciente a la familia  Rosaceae. Se encuentran en  Indonesia, Malasia, y Singapur. 

## Taxonomía
Prunus arborea fue descrita por  (Blume) Kalkman y publicado en Blumea xiii: 90. 1965.
Etimología
Ver: Prunus: Etimología
arborea: epíteto latíno que significa "como un árbol"
Variedades aceptadas
- Prunus arborea var. densa (King) Kalkman
- Prunus arborea var. montana (Hook.f.) Kalkman
- Prunus arborea var. robusta (Koord. & Valeton) Kalkman
- Prunus arborea var. stipulacea (King) Kalkman

Sinonimia
- Digaster sumatranus Miq.
- Polydontia arborea Blume
- Prunus arborea var. arborea
- Pygeum arboreum Müll.Berol.
- Pygeum blumei Teijsm. & Binn.
- Pygeum blumei var. amplificatum Koehne
- Pygeum diospyrophyllum Koehne
- Pygeum euphlebium Merr.
- Pygeum floribundum Koehne
- Pygeum griffithii Koehne
- Pygeum intermedium King
- Pygeum junghuhnii Koehne
- Pygeum merrillianum Koehne
- Pygeum parviflorum Teijsm. & Binn.
- Pygeum parviflorum var. genuinum Koord. & Valeton
- Pygeum parviflorum var. lanceolatum Koord. & Valeton
- Pygeum parviflorum var. subcordatum Koord. & Valeton
- Pygeum persimile Kurz
- Pygeum pilinospermum Koehne
- Pygeum sericeum var. denudatum Koehne
- Pygeum subcordatum (Koord. & Valeton) Koehne
- Pygeum sumatranum (Miq.) Miq.[5]